# Racinoa metallescens
Racinoa metallescens is een vlinder uit de familie van de echte spinners (Bombycidae). De wetenschappelijke naam voor de soort is, als Opsirhina metallescens, voor het eerst geldig gepubliceerd in 1887 door Heinrich Benno Möschler.
De soort komt voor in het Afrotropisch gebied.

## Andere combinaties
- Opsirhina metallescens Möschler, 1887
- Ocinara metallescens (Möschler, 1887)